# 犀川町
犀川町（さいがわまち）は、福岡県の東部にあった町で、京都郡に属していた。
2006年3月20日、隣接する豊津町・勝山町と対等合併し、みやこ町（みやこまち）となったため、犀川町は消滅した。現在の住所は「みやこ町犀川 - 」となっている。

## 地理
行橋市の南側に位置する町で、行橋市の小規模経済圏、または北九州都市圏に属する。町内にある大坂山には、テレビ・FM局の中継所があり、京築や田川市方面に電波を送信している。
- 河川 ： 今川

## 歴史
- 1905年2月1日 - 京都郡東犀川村・西犀川村・南犀川村が対等合併。犀川村となる。
- 1943年2月11日 - 犀川村が町制施行。犀川町となる。
- 1956年9月30日 - 京都郡城井村・伊良原村を編入。
- 2006年3月20日 - 豊津町・勝山町と対等合併によりみやこ町が発足し、自治体としての犀川町は消滅。

## 行政
- 町長 ： 白石 春夫（しらいし はるお）

## 地域

### 教育
町内に高等学校はない。

#### 小学校
- 犀川町立犀川小学校
- 犀川町立上高屋小学校
- 犀川町立柳瀬小学校
- 犀川町立城井小学校
- 犀川町立伊良原小学校

#### 中学校
- 犀川町立犀川中学校
- 犀川町立伊良原中学校

## 交通
町内に空港はない。最寄り空港は北九州空港（北九州市・苅田町）。

### 鉄道
- 平成筑豊鉄道
  - 田川線
    - 東犀川三四郎駅 - 犀川駅 - 崎山駅

※中心駅は犀川駅。

### 道路
高速道路はなし。
最寄りインターチェンジは東九州自動車道今川スマートインター（行橋市）またはみやこ豊津インターチェンジ（京都郡みやこ町）。

#### 一般国道
- 国道496号
- 国道500号

#### 主要地方道
- 福岡県道32号犀川豊前線
- 福岡県道34号行橋添田線